# Лунка Жариштеј (Бузау)
Лунка Жариштеј (рум. Lunca Jariștei) насеље је у Румунији у округу Бузау у општини Сириу. Oпштина се налази на надморској висини од 469 m.

## Становништво
Према подацима из 2002. године у насељу је живело 1116 становника, од којих су сви румунске националности.